# Natalia Romero
Natalia Romero, född 26 februari 1980, är en friidrottare från Chile. Hon deltog vid olympiska sommarspelen 2012 och olympiska sommarspelen 2016.